# Rotunda svatého Víta
Rotunda svatého Víta je zaniklý kostel Pražského hradu, předchůdce dnešní katedrály svatého Víta.
Rotunda byla založena knížetem Václavem kolem roku 930 jako soukromý knížecí kostel. Po zřízení pražského biskupství roku 973 se svatyně stala biskupským chrámem. Některé části rotundy se v letech 1060–1096 staly součástí nově vybudované dvouchórové, tzv. Spytihněvovy baziliky. Dnes se nad místem někdejší jižní apsidy rotundy s hrobem svatého Václava nachází svatováclavská kaple.

## Význam rotundy
Rotunda sv. Víta byla ve své době nejvýznamnější český kostel a zásadně předurčila i význam pozdějších staveb baziliky a katedrály.

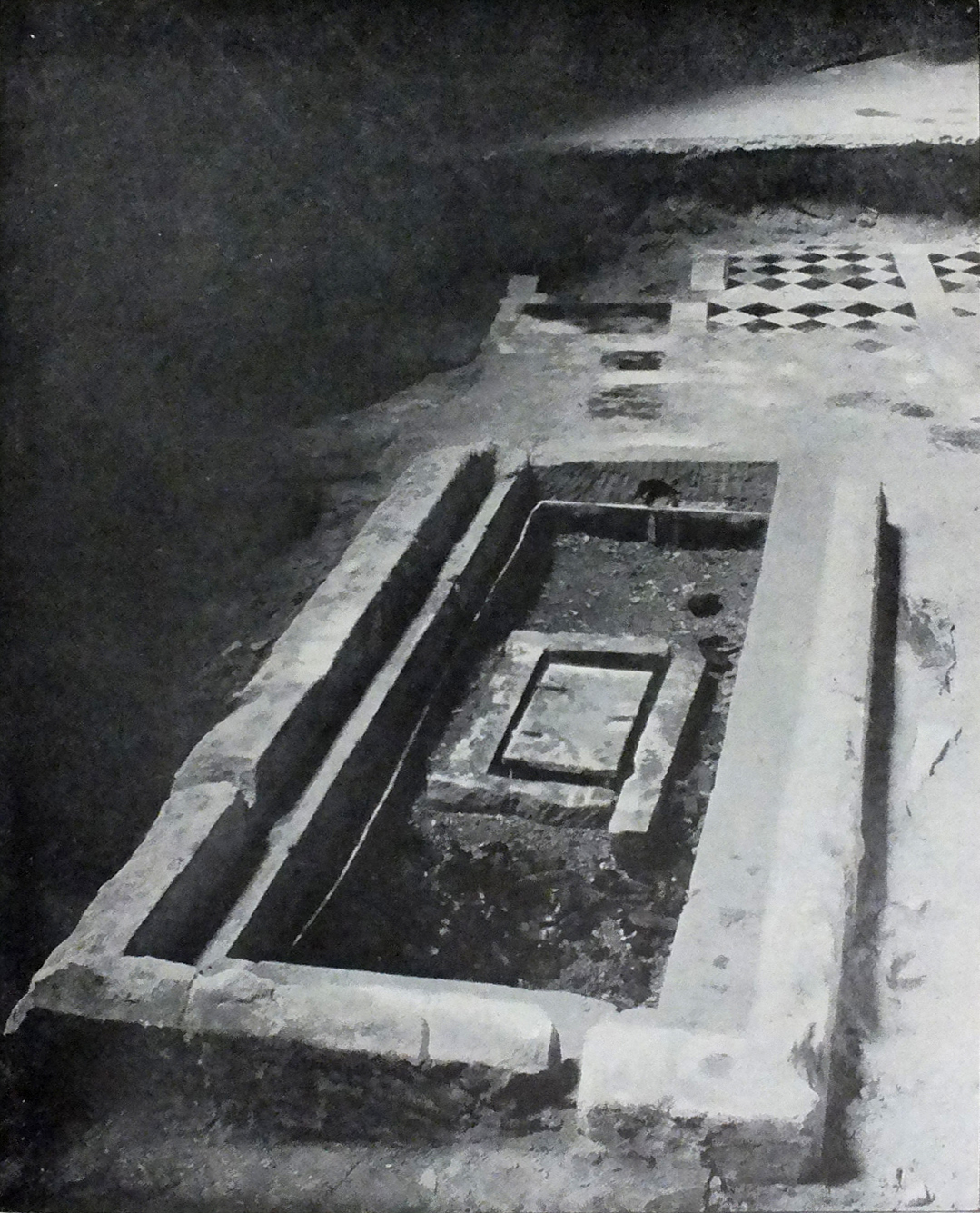
Hrob sv. Václava. Půda z původního hrobu Karlem IV. pietně uložena do olověné truhly, uprostřed ní schránka na ostatky.

Za svatého Václava byl první pražský kostel Panny Marie již součástí předhradí, hlavním kostelem byla bazilika sv. Jiří, kam nechal Václav přenést ostatky své báby sv. Ludmily. Ke stavbě nového, již třetího kostela Václav přistoupil na základě státního daru, ostatku-paže sv. Víta, který obdržel od východofranského krále Jindřicha I. Ptáčníka. Významné bylo zřejmě i místo v horní části opevněného hradiště, na třetím nádvoří, dodnes nejvýznamnější části Hradu. Neověřený zůstává předpoklad, že rotunda byla postavena u posvátného pahorku Žiži a kamenného knížecího stolce (nastolovacího trůnu).
Boleslav I. do kostela (asi 938) přenesl ostatky svého bratra a tím dal vzniknout kultu svatého Václava soustředěnému kolem rotundy. Již za Boleslava II. (973) se stala rotunda biskupským kostelem, zatímco bazilika sv. Jiří klášterním, a tím definitivně rozhodnuto o statutu svatovítské rotundy jako nejvýznamnějšího kostela knížectví.
Břetislav I. vojenskou výpravou do Hnězdna získal ostatky sv. Vojtěcha uložené v tamním katedrálním kostele a přenesl je roku 1039 do rotundy, kterou k tomu účelu upravil. Již v době rotundy se tak doplnila trojice světců, kterým je chrám dodnes zasvěcen.
Velikostí již nedostačující rotunda byla zbořena při stavbě baziliky probíhající od roku 1060. Zvláštní pieta byla věnována hrobu sv. Václava v jižní apsidě rotundy, který zůstal zachován na původním místě a také jižní stěna apsidy byla začleněna do jižní boční lodi baziliky. I za Karla IV. byla sv. Václavovi věnována největší pozornost a nad hrobem, původně v malé apsidě rotundy, zbudována nejhonosnější a nejvýznamnější kaple katedrály.

## Archeologické pozůstatky
Při archeologických průzkumech v roce 1911 a 1928 byly nalezeny malé pozůstatky rotundy v úrovni jejích základů a těsně nadzemní části. Konkrétně šlo o:
- část jižní apsidy s lizénou a malé části lodi
- menší jižní apsida přibližně kopírující vnitřní obvod větší apsidy
- část severní apsidy s částí zdi připojené zvenku k apsidě
- hrob svatého Václava v jižní apsidě
- hroby označované K1 a K2 v lodi poblíž jižní apsidy
- neurčité fragmenty na západní straně rotundy

## Podoba rotundy

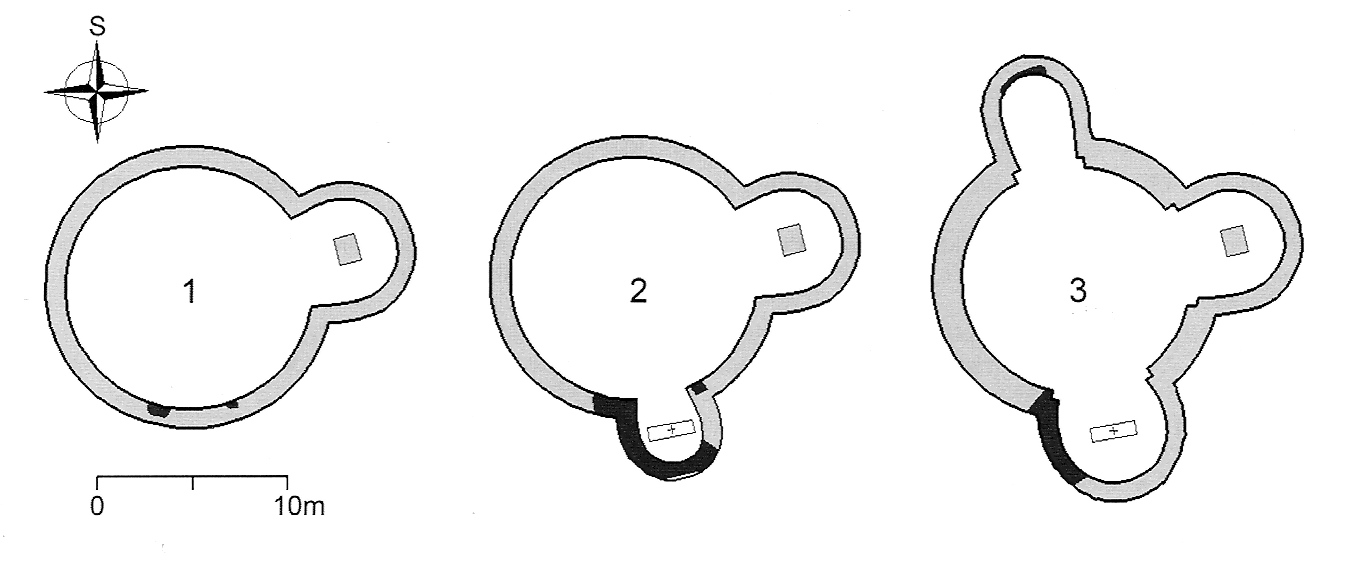
Stavební fáze dle novějších poznatků: 1) v roce 930 za Václava, 2) v roce 938 po přenesení Václavových ostatků 3) v roce 1039 po přenesení ostatků sv. Vojtěcha

Archeologické nálezy umožňují předpokládat rotundu s průměrem lodi asi 13 metrů a liturgické zvyklosti a požadavky předpokládají archeologicky nezachovanou východní apsidu. Určení jednotlivých stavebních fází (podob rotundy) a jejich datace je pak závislá na interpretaci badatelů. Již Kamil Hilbert přišel s představou čtyřapsidové rotundy z doby svatého Václava, J. Cibulkou doplněná o dvoupodlažní zděný ochoz uvnitř rotundy. Novější badatelé (J. Frolík a další) předpokládají skromnější jednoapsidovou podobu a postupné přistavění obou částečně zachovaných apsid.
Dle novějších předpokladů byla za svatého Václava v roce 930 postavena jednoapsidová rotunda se vstupem na západě. V roce 938 byla kvůli přenesení Václavových ostatků vybudována jižní (menší) apsida. Snad v roce 967 či 972 zde byl v hrobě K1 pohřben Boleslav I. (dle E. Vlčka je pohřbeným Bořivoj I.) a v K2 snad jeho manželka. Další úpravy proběhly za biskupa Šebíře v roce 1039, kdy zřejmě přistavěna severní apsida pro hrob sv. Vojtěcha, jehož ostatky byly přeneseny z Hnězdna. Zároveň byla zvětšena jižní apsida opatřená archeologicky zjištěnými lizénami. Na západní straně zřejmě apsida nebyla, snad zde byl jakýsi přístavek. Rotunda existovala do roku 1060, kdy musela ustoupit novostavbě baziliky.

### Podoba dle J. Cibulky

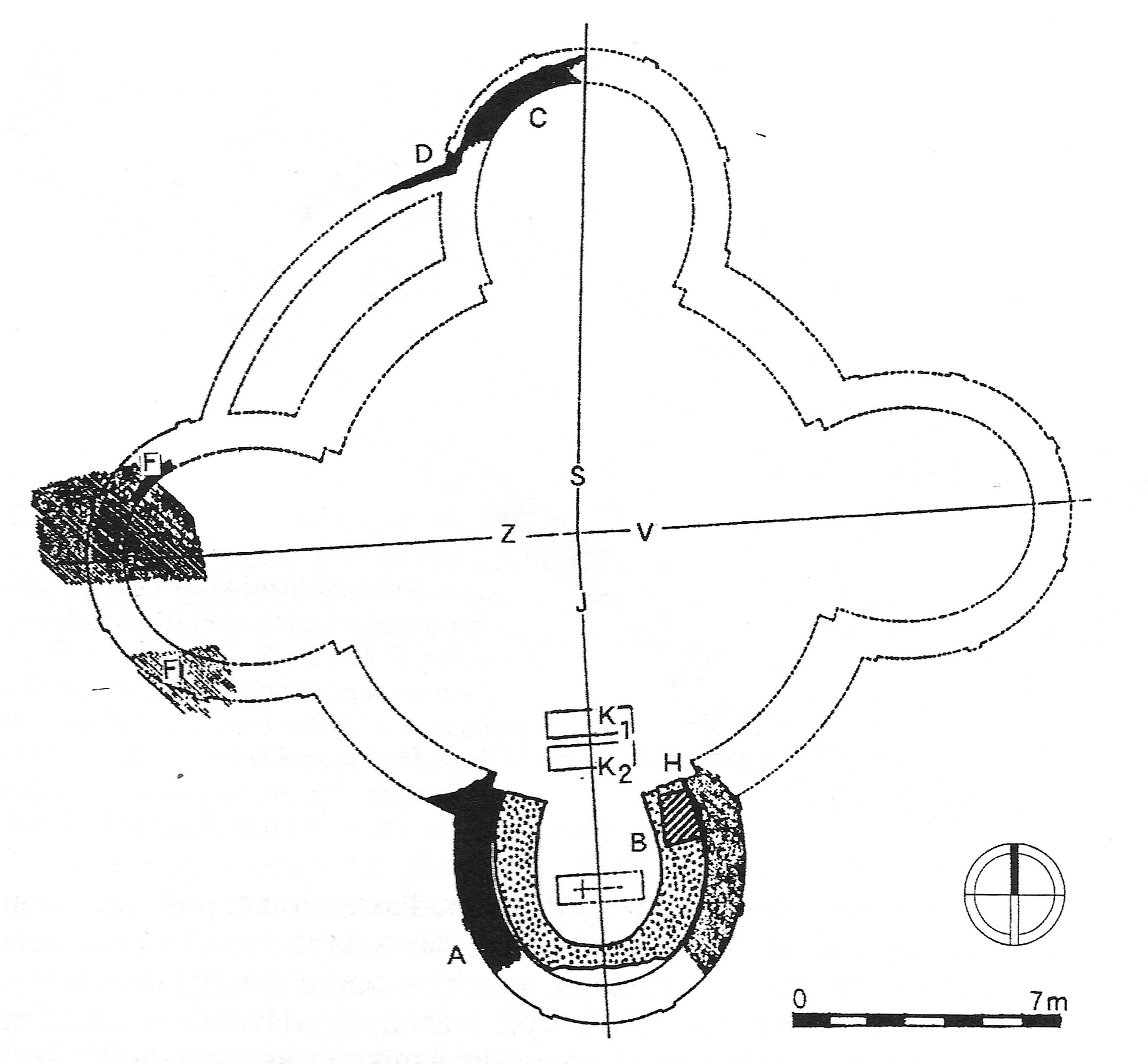
Starší představa čtyřapsidové rotundy s vyznačenými archeologickými nálezy

Těmito nálezy se zabýval historik umění Josef Cibulka. Ten rekonstruoval rotundu jako mimořádně rozměrnou rotundu o průměru třináct metrů s ochozem a čtyřmi podkovovitými apsidami, přičemž podle dochovaného fragmentu na jižní apsidě navíc předpokládal, že byla rotunda už v desátém století na vnější straně členěna Lisénami.
Výtvarné zdroje pro tuto rotundu hledal Cibulka ve velkomoravských stavbách a také v Dalmácii, konkrétně v kostele svatého Donáta v Zadaru. Předpokládal přitom, že se tato rotunda stala prototypem pro všechny ostatní české rotundy, což mu umožnilo vysvětlit specifický výskyt rotund používaných nikoli jako karnery či baptisteria, ale jako zcela plnohodnotné kostely.
Cibulkova teorie byla ve své době vcelku přijata. Až dnes se ukazuje, že (přes obdivuhodný badatelský výkon, který Cibulka podal) má tato teorie značné trhliny, a že interpretace nálezů není tak jednoznačná. Například zmíněné členění jižní apsidy lisénami (které bylo v Čechách jinak běžně užíváno až ve 12. století) otvírá velmi pravděpodobnou možnost, že tato apsida patří (jakožto místo hrobu sv. Václava) až ke Spytihněvově bazilice a původní apsidou je ve skutečnosti drobný fragment zdiva menší apsidy, který se též podařilo najít při archeologickém výzkumu. Za současného stavu poznání tak lze o podobě rotundy říci jen tolik, že patrně opravdu byla opatřena čtyřmi apsidami.